# Will Patton

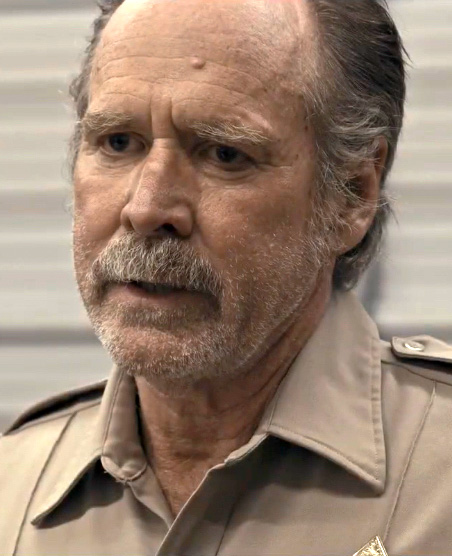
Will Patton (2019)

William „Will“ Patton (* 14. Juni 1954 in Charleston, South  Carolina) ist ein US-amerikanischer Schauspieler.

## Leben
Patton studierte an der North Carolina School of the Arts und am Actors Studio Schauspielerei. Seine erste größere Rolle hatte er 1982 in der Fernsehserie Ryan’s Hope.
In den Anfangsjahren seiner Laufbahn war er unter anderem in Silkwood, Susan … verzweifelt gesucht, Ein Aufstand alter Männer von Volker Schlöndorff oder Romeo Is Bleeding zu sehen. Für seine Rolle in Postman von Kevin Costner war er für einen Saturn Award nominiert.
Spätere Produktionen, an denen er beteiligt war, sind Michael Bays Armageddon – Das jüngste Gericht, Nur noch 60 Sekunden, Die Mothman Prophezeiungen oder Rollen in den Fernsehserien Numbers – Die Logik des Verbrechens und 24.
Darüber hinaus ist Patton regelmäßig am Theater tätig. Er erhielt zwei Obie Awards als Bester Schauspieler für seine Darstellungen in Sam Shepards Fool for Love und in dem Stück What Did He See? von Richard Foreman.
Von 2011 bis 2015 war er in der Rolle des Captain Weaver in der Science-Fiction-Serie Falling Skies zu sehen.
Weitere Bekanntheit erreichte er durch die Hauptrolle des Officers Frank Hawkins, die er von 2018 bis 2022 in allen drei Filmen der von David Gordon Green inszenierten Trilogie der Halloween-Filmreihe spielte.
Zudem hat Patton seit 1986 über 50 englischsprachige Hörbücher eingesprochen. Darunter finden sich Werke von populären Autoren wie Stephen King, James Lee Burke, Annie Proulx, Al Gore, Jack Kerouac oder William Faulkner.
Patton hat keinen festen Synchronsprecher. Am häufigsten wurde er jedoch von Erich Räuker (u. a. in den Halloween-Filmen) und Joachim Tennstedt gesprochen. Weitere häufige Einsätze hatte Klaus-Dieter Klebsch.

## Filmografie (Auswahl)
- 1979: Minus Zero
- 1981: Tod auf dem Campus (Kent State, Fernsehfilm)
- 1982: Ryan’s Hope (Fernsehserie, 2 Episoden)
- 1983: Variety
- 1983: King Blank
- 1983: Silkwood
- 1984–1985: Search for Tomorrow (Fernsehserie, 34 Episoden)
- 1985: Susan … verzweifelt gesucht (Desperately Seeking Susan)
- 1985: Die Zeit nach Mitternacht (After Hours)
- 1985: The Beniker Gang
- 1987: No Way Out – Es gibt kein Zurück (No Way Out)
- 1987: Ein Aufstand alter Männer (A Gathering of Old Men)
- 1988: Stars and Bars – Der ganz normale amerikanische Wahnsinn (Stars and Bars)
- 1988: Wildfire
- 1989: Signs of Life
- 1990: Everybody Wins
- 1991: Dillinger – Staatsfeind Nr. 1 (Dillinger, Fernsehfilm)
- 1991: Dunkle Erleuchtung (The Rapture)
- 1993: Romeo Is Bleeding
- 1993: The Paint Job
- 1994: Tod in Bangkok (Natural Causes)
- 1994: Der Klient (The Client)
- 1994: Puppet Masters – Bedrohung aus dem All (The Puppet Masters)
- 1995: Copykill (Copycat)
- 1995–1997: VR.5 (Fernsehserie, 5 Episoden)
- 1996: Fled – Flucht nach Plan (Fled)
- 1996: Die Geschichte vom Spitfire Grill (The Spitfire Grill)
- 1997: Postman (The Postman)
- 1997: Die Abbotts – Wenn Haß die Liebe tötet (Inventing the Abbotts)
- 1998: Armageddon – Das jüngste Gericht (Armageddon)
- 1999: Breakfast of Champions – Frühstück für Helden (Breakfast of Champions)
- 1999: Verlockende Falle (Entrapment)
- 2000: Nur noch 60 Sekunden (Gone in Sixty Seconds)
- 2000: Gegen jede Regel (Remember the Titans)
- 2001–2003: The Agency – Im Fadenkreuz der C.I.A. (The Agency, Fernsehserie, 45 Episoden)
- 2002: Die Mothman Prophezeiungen (The Mothman Prophecies)
- 2004: The Punisher
- 2004: The Last Ride (Fernsehfilm)
- 2005: Into the West – In den Westen (Into the West, Fernseh-Mehrteiler)
- 2006: Road House 2
- 2006–2007: Numbers – Die Logik des Verbrechens (Numb3rs, Fernsehserie, 4 Episoden)
- 2007: Code Name: The Cleaner
- 2007: Ein mutiger Weg (A Mighty Heart)
- 2008: Das Mädchen mit dem Diamantohrring (The Loss of a Teardrop Diamond)
- 2008: American Violet
- 2008: Wendy and Lucy
- 2009: 24 (Fernsehserie, 5 Episoden)
- 2009: Die vierte Art (The Fourth Kind)
- 2009: The Canyon
- 2010: Gesetz der Straße – Brooklyn’s Finest (Brooklyn’s Finest)
- 2010: Auf dem Weg nach Oregon (Meek’s Cutoff)
- 2011: Knucklehead – Ein bärenstarker Tollpatsch (Knucklehead)
- 2011–2015: Falling Skies (Fernsehserie, 52 Episoden)
- 2012: The Girl
- 2014: The November Man
- 2016: Good Wife (The Good Wife, Fernsehserie, 4 Episoden)
- 2016: American Honey
- 2017: Sergeant Rex – Nicht ohne meinen Hund (Megan Leavey)
- 2018: Halloween
- 2019: Radioflash
- 2019: Swamp Thing (Fernsehserie, 10 Episoden)
- 2019: Blood on My Name (Blood on Her Name)
- 2020: Minari – Wo wir Wurzeln schlagen (Minari)
- 2020: Yellowstone (Fernsehserie, 10 Episoden)
- 2021: The Forever Purge
- 2021: Halloween Kills
- 2022–2024: Outer Range (Fernsehserie)
- 2022: Halloween Ends
- 2023: Silo (Fernsehserie, 4 Episoden)
- 2023: Janet Planet
- 2024: Horizon – Eine amerikanische Saga (Horizon: An American Saga)